# Backvisslare
Backvisslare, Pyrgus armoricanus, är en art i insektsordningen fjärilar som tillhör familjen tjockhuvuden. Hanen och honan är lika till utseendet, med vita fläckar och mörkt brunaktig grundfärg på vingarnas ovansida. Undersidan på vingarna är ljusare vitaktig med blekare brunaktiga fläckar. Vingbredden är 21 till 26 millimeter. 
Flygtiden för imagon är från slutet av maj till mitten av juni, samt ofta i en andra generation från slutet av juli till augusti. Larven lever vanligen på brudbröd och solvända. De fjärilar som övervintrar gör detta som larver och förpuppar sig sedan till våren. I Sverige har denna art endast hittats i Skåne. Dess huvudsakliga utbredningsområde är södra Europa.

## Hotstatus
Enligt den svenska rödlistan är arten sårbar, VU, i Sverige. I 2000 och 2005 års rödlistor var den upptagen som akut hotad, CR. I 2010 och 2015 års rödlistor anges den som starkt hotad, EN.